# Olivryggig trädklättrare
Olivryggig trädklättrare (Xiphorhynchus triangularis) är en fågel i familjen ugnfåglar inom ordningen tättingar.

## Utseende
Olivryggig trädklättrare är en medelstor trädklättrare med olivbrun fjäderdräkt och varmare rostrött på vingar och stjärt. Den är vidare kraftigt beigefläckad på huvud och undersida. På huvudet syns en tydlig beigefärgad ögonring och beige ögonbrynsstreck. Näbben är relativt rakt. Arten liknar mest fläckträdklättraren, men olivryggig trädklättrare är mer fläckad på hjässan.

## Utbredning och systematik
Olivryggig trädklättrare delas in i fyra underarter med följande utbredning:
- Xiphorhynchus triangularis hylodromus – förekommer i bergen i norra Venezuela
- Xiphorhynchus triangularis triangularis – förekommer i Anderna i Colombia, östra Ecuador, norra Peru och västra Venezuela
- Xiphorhynchus triangularis intermedius – förekommer i Anderna i Pasco och Junín i centrala Peru
- Xiphorhynchus triangularis bangsi – förekommer i Anderna, från i sydöstra Peru till La Paz, Cochabamba och Santa Cruz i Bolivia

## Levnadssätt
Olivryggig trädklättrare hittas i skogar eller intilliggande skogsbryn och ungskog. Som andra trädklättrare ses den vanligen enstaka eller i par, klättrande uppför trädstammar och större grenar som en hackspett, ofta som en del av kringvandrande artblandade flockar. 

## Status och hot
Arten har ett stort utbredningsområde, men tros minska i antal, dock inte tillräckligt kraftigt för att den ska betraktas som hotad. Internationella naturvårdsunionen IUCN listar arten som livskraftig (LC).